# SN 1998cn
SN 1998cn – supernowa typu Ia odkryta 17 czerwca 1998 roku w galaktyce NGC 3735. W momencie odkrycia miała maksymalną jasność 15,80m.